# Tossal del Toniet
El Tossal del Toniet és una muntanya de 1037 metres que es troba al municipi de Pratdip, a la comarca catalana del Baix Camp.